# 高安锣鼓戏
高安锣鼓戏系高安采茶戏的一种，因演唱时仅用锣鼓击节而得名。此戏萌发于清康熙年间，源于民间灯彩和采茶，故俗称“灯班”、“采茶班”。
高安民间风俗，人们上山采茶唱《开茶园》、《采茶》等；春节玩灯唱《观音赞》、《庆神仙》等。后来，由此而演变成由一旦角登台演戏，称单台戏，如《千家景》、《打戒箍》、《拣棉花》、《卖西瓜》、《戒赌》等，这便是最初形成的锣鼓戏。清乾隆年间（1736年—1795年），发展为一旦一丑演出的爱情戏，又称对子戏，象《小卖花》、《下南京》、《补碗》、《游湖》等。尔后又发展为由生、旦、丑3个角色3个场面的“三角班”。此时仍为小戏，戏班均为业余班社。嘉庆年间（1796年一1820年）成为半班，能演袍带戏，遂成专业班社。是时比较出名的班社21个，名艺人160余人。
清光绪至民国初年，为锣鼓戏鼎盛时期，所演剧目大小三四百个。小戏多表现劳动人民生产生活，如《锄棉花草》，《锄豆草》、《拣棉花》，《锄麦草》等。大戏则多为悲欢离合的因果报应及爱情戏，如《乌金记》、《破镜记》、《南瓜记》、《耳环记》、《乌江渡》等。后因丝弦戏的兴起，锣鼓戏无力竞争，逐渐走向衰退。中华人民共和国建国前夕，锣鼓戏班社及艺人所剩不多。1950年登记后，锣鼓戏与丝弦戏艺人编成两个演出组，下乡巡回演出。1955年两组合并，1957年，调原高安锣鼓戏艺人到奉新县落户，成立奉新县采茶剧团。
锣鼓戏的特点是锣鼓伴奏，因没有其它声乐伴奏，此戏之锣鼓点子别具风格，既可烘托人物喜，怒，哀，乐之各种情绪，又能强化人物的形体动作。常用锣鼓点有《桥槌》、《涉水》、《画眉跳梁》，《羊子顶斗》、《水推磨》、《四面清》、《耗子缠梁》、《水上游》、《翻山》、《水推浪》、《观景》等。
锣鼓戏的表演洒脱相犷，节奏性强，注重歌舞说唱。丑角常用矮子步，小旦常用云走、碎步，悲痛时常用甩发，有的戏目丑角夹伴有“口中吐火”、“双手玩蛇”、“玩伞”等技巧。